# Partido Popular Gallego
El Partido Popular Gallego (PPG) fue un partido galleguista de centro, sin vínculo con el coetáneo Partido Popular de Areílza y Cabanillas.
Fue fundado en julio de 1976 con base en la Unión Democrática Galega, fruto de la fusión de la Unión Democrática de Galicia liderada por el vigués Xaime Illa Couto y la Izquierda Democrática Galega, liderada por el coruñés Fernando García Agudín, y vinculada a la Izquierda Democrática de Joaquín Ruiz-Giménez. En octubre de 1976 pasó a formar parte del Equipo Demócrata Cristiano del Estado Español.
Realizó su primer Congreso el 11 y 12 de febrero de 1977 en Santiago de Compostela, al que asisten personalidades del EDCEE como Gil Robles, Ruiz-Giménez o Antonio Vázquez, en este congreso se elige una ejecutiva compuesta por García Agudín como secretario general, Jaime Isla como presidente y Carlos Baliñas como vicepresidente. Fue inscrito en el registro de partidos políticos el 21 de marzo de 1977.
Concurrió a las elecciones generales de 1977 en coalición con el Partido Galego Social Demócrata y la Alianza Galega Socialdemócrata para el Parlamento, en la lista Equipo Democracia Cristiana y Social Democracia Galega. Tras la derrota electoral, el PPG aborda la creación del Partido Galeguista junto al Partido Galego Social Demócrata (que en julio absorbe a la AGSD). Desapareció en 1979 debido a las tensiones internas entre los dos grupos que constituían el partido. Parte de sus militantes se incorporaron al Partido Galeguista o a la UCD. Fue un partido de cuadros: tan sólo tenía 117 afiliados en 1977. Gonzalo Rey Lama fue su secretario ejecutivo entre 1977 y 1979.